# 707º Batalhão de Missões Especiais
O 707º Batalhão de Missões Especiais (Hangul : 제707특수임무대대, Hanja : 第707特殊任務
大隊) é uma unidade de forças especiais da República da Coreia.

## História
A unidade foi formada depois do Massacre de Munique, que forçou o governo da Coréia do
Sul a criar uma unidade de contra terrorismo a tempo para os Jogos Olímpicos de Verão de 1988 que seria
mantido no território sul coreano. A unidade tem cerca de 200 homens e mulheres
organizados em dois times de assalto, um time de suporte e um time formado somente por
mulheres para missões de visibilidade baixa e guarda-costas.
O 707º Batalhão de Missões Especiais é também chamada pelo governo da Coréia do Sul para
priorizar potenciais operações anti terroristas contra qualquer ameaça ao território da Coréia
do Sul. A unidade sul coreana é uma unidade primária anti terrorista e de rápida resposta. Os
soldados desta unidade – uma vez distinguidos por suas boinas pretas (antes da padronização
da boina preta para todos os soldados ativos) – são requisitados para conduzir missões de anti
terrorismo em áreas urbanas e constituem no Exército como forças de resposta rápida
emergenciais. O codinome do batalhão é ‘Tigres Brancos’.
A unidade também tem um pequeno número de mulheres que constituem as forças especiais .
Elas são usadas em operações anti terroristas quando a presença de uma mulher não é vista
como uma ameaça pelos terroristas.

## Treinamento
O processo de recrutamento geralmente envolve recrutas de diversos ramos da Forças Armadas da Coreia do Sul, quem aplica e tenta tornar-se membros do time de elite. Outros são escolhidos pelo seus superiores através de diferentes ramificações do exército e tentam ... . O processo de seleção é muito rigoroso. Os primeiros ... vão sofrer uma checagem de fundo e vão sofrer em um procedimento de 10 dias em que 90% são eliminados.
Todos os membros do 707º Batalhão de Missões Especiais são qualificados em paraquedismo e mergulho. E são conferidos pelos membros a realização diária de calistenia na neve e em temperaturas abaixo de zero e mergulhos em lagos gelados sem qualquer proteção termal.
O 707º Batalhão de Missões Especiais treina com parceiros estrangeiros, como a Delta Force do Exército dos Estados Unidos, Time de Resgate de Reféns do FBI, Forças Especiais do Exército dos Estados Unidos, SAS Britânico, SAS Neozelandeses, SAS Australiano, Grupo Alpha da Rússia, GIGN da França, JTF2 do Canadá, GSG-9 Alemão, SDU de Hong Kong, STAR de Cingapura e outros países e unidades. A proposta é a experiência e aumentar a relação e trocas com a comunidade de Forças Especiais Internacional.
O batalhão também possui e opera um multi complexo de treinamento para fins de anti terrorismo para a República da Coréia do Sul e hospeda treinamento multi-nacional anti terrorista.

## Acidente aéreo da Força Aérea Coreana em 1982
Em 5 de fevereiro de 1982, a unidade sofreu uma explosão devastadora, quando um Fairchild C-123J carregando 47 membros do 707º BME, junto com 6 funcionários da Força Aérea da Coreia do Sul, foram mortos em um acidente quando estavam se aproximando do Aeroporto Internacional de Jeju, Jeju, Coréia do Sul. Foi um dos mais mortais acidentes em época de paz que as forças armadas da Coréia presenciou desde a Guerra da Coreia, com exceção de outro C-123 que caiu em Mt. Choenggye em 1º de junho de 1982, matando 53, incluindo 49 paraquedistas e 4 funcionários da Força Aérea.